# Emily Campbell
Emily Campbell (Nottingham, 6 de maio de 1994) é uma halterofilista britânica, medalhista olímpica.

## Carreira
Campbell conquistou a medalha de prata nos Jogos Olímpicos de Verão de 2020 em Tóquio, após levantar 283 kg na categoria feminina para pessoas acima de 87 kg. Ela se formou na Leeds Beckett University em Ciências do Esporte em 2016.
A Associação Olímpica Britânica escolheu Campbell como a única levantadora de peso da Equipe GB nas Olimpíadas de Paris de 2024 na categoria +81 kg. Nos Jogos, ela ganhou uma medalha de bronze, estabelecendo um novo recorde pessoal combinado de 288 kg no processo.